# Bergeler Wald
Das Naturschutzgebiet Bergeler Wald liegt auf dem Gebiet der Stadt Oelde im Kreis Warendorf in Nordrhein-Westfalen. Das etwa 106 ha große Gebiet, das im Jahr 1956 unter Naturschutz gestellt wurde, erstreckt sich südöstlich der Kernstadt Oelde direkt an der am nördlichen Rand vorbeiführenden A 2. Durch das Gebiet hindurch verläuft die Landesstraße L 792 und fließt der Bergeler Bach.
Die Unterschutzstellung erfolgt zur Erhaltung, Förderung, Entwicklung und Wiederherstellung von Lebensgemeinschaften und Lebensstätten landschaftsraumtypischer, seltener und zum Teil stark gefährdeter Tier- und Pflanzenarten innerhalb eines großflächigen, zusammenhängenden, landesweit bedeutenden Waldkomplexes mit gut ausgebildeten orchideenreichen Kalkbuchenwäldern, Stieleichen Hainbuchenwäldern und kleinflächig vorkommenden Bach begleitenden Erlen-Eschenwäldern, in ihrer typischen standörtlichen Variationsbreite, inklusive ihrer Vorwälder, Gebüsch- und Staudenfluren sowie ihrer Waldränder.